# .pk
.pk è il dominio di primo livello nazionale assegnato al Pakistan.
Nel 2017 ICANN ha approvato il dominio internazionalizzato .پاکستان (xn--mgbai9azgqp6j).

## Domini di secondo livello
Sono disponibili i seguenti domini di secondo livello:
- .com.pk
- .net.pk
- .org.pk
- .fam.pk
- .biz.pk
- .web.pk
- .edu.pk
- .gov.pk - riservato al governo del Pakistan
- .gob.pk - riservato al governo del Belucistan
- .gog.pk	- riservato al governo del Gilgit-Baltistan
- .gkp.pk	- riservato al governo del Khyber Pakhtunkhwa
- .gop.pk - riservato al governo del Punjab
- .gos.pk	- riservato al governo del Sindh
- .gok.pk	- riservato al governo dell'Azad Kashmir